# Sibusiso Matsenjwa
Sibusiso Matsenjwa (Siteki, 2 mei 1988) is een Swazisch atleet die gespecialiseerd is in de 100 m en de 200 m. Hij vertegenwoordigde zijn vaderland viermaal op de Olympische Spelen. 

## Biografie
In 2012 nam Matsenjwa een eerste keer deel aan de Olympische Spelen. Op de 200 meter werd hij al in de reeksen uitgeschakeld. Ook op de OS van 2016 in Rio de Janeiro nam hij deel aan de 200 meter, waar hij opnieuw werd uitgeschakeld in de reeksen. Hij was drager van de Swazische vlag tijdens de openingsceremonie. 
In 2021 kwalificeerde hij zich voor de Olympische Zomerspelen van Tokio. In een tijd van 20,34 s kon hij zich plaatsen voor de halve finale van de 200 meter. In deze halve finale liep hij in een persoonlijke besttijd en een nationaal record van 20,20 s naar de vijfde plaats waarmee hij zich echter niet kon plaatsen voor de finale. 

## Persoonlijke records
Outdoor
| Onderdeel | Prestatie    | Datum           | Plaats   |
| --------- | ------------ | --------------- | -------- |
| 100 m     | 10,22 s (NR) | 6 juli 2018     | Réduit   |
| 200 m     | 20,22 s (NR) | 3 augustus 2021 | Tokio    |
| 400 m     | 46,79 s      | 3 februari 2018 | Pretoria |

Indoor
| Onderdeel | Prestatie   | Datum        | Plaats     |
| --------- | ----------- | ------------ | ---------- |
| 60 m      | 6,82 s (NR) | 3 maart 2018 | Birmingham |

## Belangrijkste resultaten

### 60 m
- 2010: 7e in de reeksen WK Indoor - 7,39 s
- 2012: 3e in de reeksen WK Indoor - 7,04 s
- 2014: 6e in de reeksen WK Indoor - 6,88 s
- 2016: 8e in de reeksen WK Indoor - 6,95 s
- 2016: 5e in de reeksen WK Indoor - 6,82 s

### 100 m
- 2011: 7e in ½ fin. Afrikaanse Spelen - 10,43 s
- 2012: 5e in de reeksen Afrikaanse kampioenschappen - 10,91 s
- 2013: 5e in ¼ fin. Universiade - 10,53s
- 2014: 4e in de reeksen Gemenebestspelen - 10,56 s
- 2014: 8e in ½ fin. Afrikaanse kampioenschappen - 10,80 s
- 2015: 6e in ½ fin. Afrikaanse Spelen - 10,46 s
- 2018: 6e in ½ fin. Gemenebestspelen - 10,37 s
- 2019: 5e in ½ fin. Afrikaanse Spelen - 10,54 s

### 200 m
- 2009: 7e in de reeksen WK - 21,93 s
- 2011: 7e in de reeksen WK - 21,29 s
- 2011: 7e  Afrikaanse Spelen - 21,08 s
- 2012: 4e in  ½ fin. Afrikaanse kampioenschappen - 21,21 s
- 2012: 6e in de reeksen OS - 20,93 s
- 2013: 8e Universiade - 20,99 s
- 2014: 3e in de reeksen Gemenebestspelen - 21,08 s
- 2015: 7e in de reeksen WK - 20,78 s
- 2015: 6e in Afrikaanse Spelen - 20,93 s
- 2016: DSQ in ½ fin. Afrikaanse kampioenschappen
- 2016: 6 in de reeksen OS - 20,63 s
- 2017: 5e in de reeksen WK - 20,67 s
- 2018: 4e in ½ fin. Gemenebestspelen - 21,16 s
- 2018: 5e in ½ fin. Afrikaanse kampioenschappen - 21,07 s
- 2019: 5e Afrikaanse Spelen - 20,83 s
- 2019: 7e in de reeksen WK - 20,85 s
- 2021: 5e in ½ fin. OS - 20,22 s